# Ana I. Caño-Delgado
Ana I. Caño-Delgado (Madrid, 1972) és una biòloga espanyola especialitzada en l'estudi de la genètica molecular i bioquímica de plantes. Actualment és Investigadora del Consell Superior d'Investigacions Científiques (CSIC) i Investigadora Distingida del Centre de Recerca en Agrigenòmica (CRAG) on és cap del grup de recerca Senyalització dels brasinoesteroides en el desenvolupament de les plantes i la seva adaptació a l'estrès provocats pel canvi climàtic, pioner en la identificació de mecanismes de senyalització amb resolució espaitemporal en plantes. Algunes de les aportacions més importants del seu grup han estat la identificació dels factors essencials per a la funció de les cèl·lules mare i les cèl·lules vasculars vegetals, que ha permès canviar el paradigma actual de la senyalització molecular mediada pels esteroides vegetals brassinosteroides en plantes.
Caño-Delgado ha orientat la seva recerca cap a la cerca de solucions sostenibles en l'agricultura per a combatre el canvi climàtic. De fet, compta actualment amb el suport del Consell Europeu d'Investigació (European Research Council, ERC) per a traslladar les seves troballes científiques als cultius de cereal en benefici de l'agricultura i la seguretat alimentària.

## Formació i carrera científica
Ana I. Caño-Delgado es va llicenciar en Biologia per la Universitat d'Alcalá al 1996 i es va doctorar en Biologia en el John Innes Centre per la University of East Anglia (Norwich, Regne Unit) l'any 2001. En acabar el doctorat va continuar la seva carrera investigadora amb estudis de postdoctorat en l'Institut Salk (La Jolla, Estats Units) finançats per l'organització Human Frontier Science Program (HFSPO). Posteriorment s'incorpora al CRAG amb un contracte Ramón y Cajal.
Des de 2009 és investigadora CSIC al CRAG, on lidera el grup de recerca Senyalització dels brasinoesteroides en el desenvolupament de les plantes i la seva adaptació a l'estrès provocats pel canvi climàtic. També ha rebut formació en emprenedoria per ESADE i la Business Haas School de la Universitat de Berkeley (Estats Units). Des del 2019 coordina el Programa de Desenvolupament de plantes i Senyalització cel·lular del CRAG.

## Premis i reconeixements
- Premi al Desenvolupament Professional (CDA) de la HFSPO (Organització del Programa Científic Davanteres Humanes, 2005-2008)[cal citació]
- Premi Nacional Jove Biòleg J.M. Sala Trepat, Societat Catalana de Biologia (2006)[cal citació]
- Coordinadora de la secció Biologia de Plantes en la Societat Catalana de Biologia (2013)[cal citació]
- Estada en la Universitat de Florida com a Visiting Professor (2015-2016)[cal citació]
- Membre de l'Organització Europea de Biologia Molecular (EMBO, 2016)[cal citació]
- ERC Consolidator Grant. Millorar la resistència a la sequera a Arabidopsis i Sorghum (2016)[cal citació]
- Membre del consell assessor ICAR 2018 (2018-present)[cal citació]
- Premi Nacional "Dones a Seguir" (MAS) en la categoria de Ciència (2020)[5]
- Membre del Consell Científic Assessor de la Federació Europea de Biotecnologia (EFB), Divisió de Plantes, Agricultura i Alimentació (2021)[cal citació]
- Premi Científic Internacional de la Societat Escandinava de Fisiologia Vegetal (SPSS, 2022)[6]
- Considerada una de les 500 espanyoles més influents de Yo Dona (2022)[7]